# The Complete Opera Book

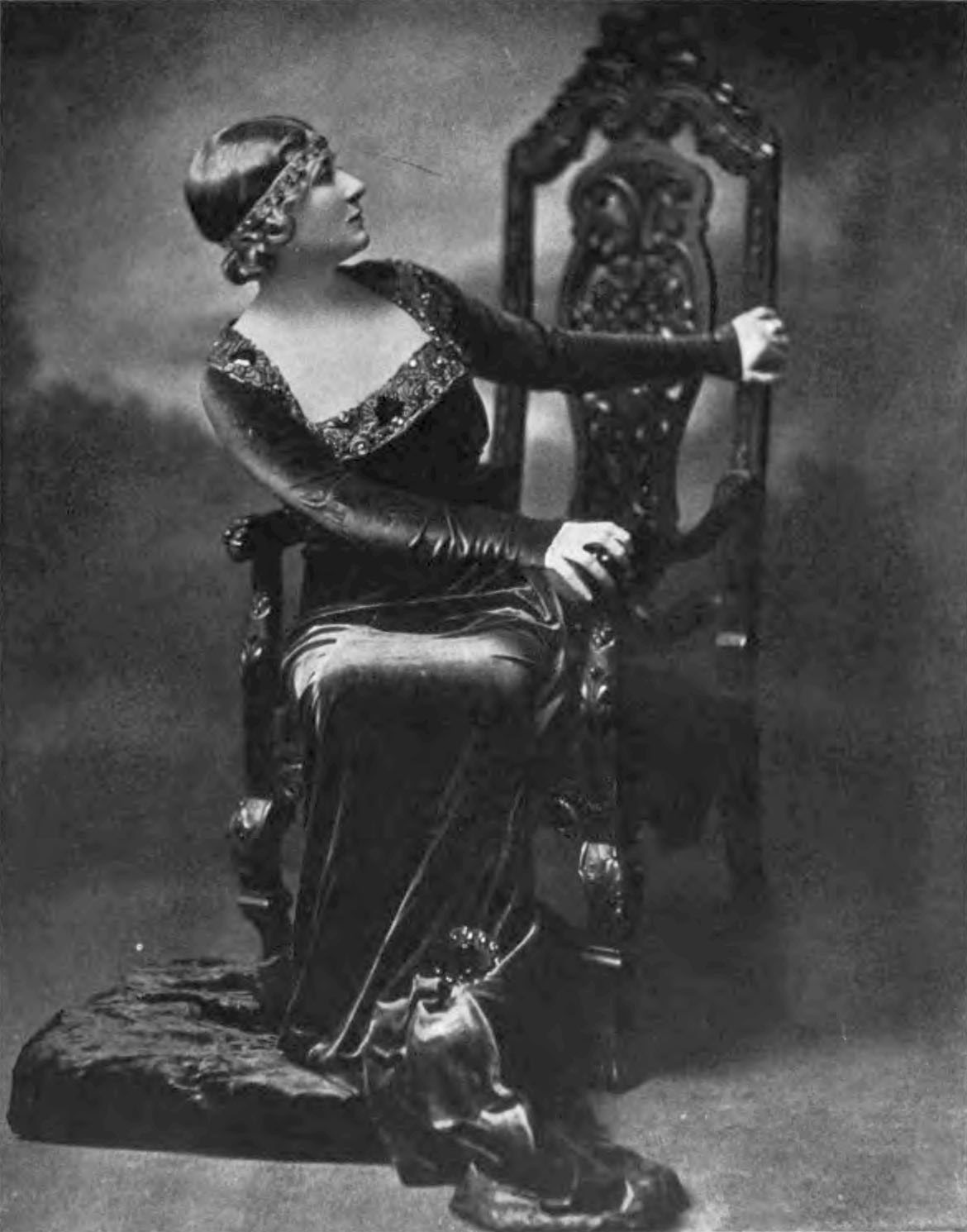
Frontispice de l'édition originale de 1919 : Mary Garden dans le rôle-titre de Sapho de Massenet, en 1909 en musique classique au Manhattan Opera House. Photo par.

The Complete Opera Book, sous-titré The Stories of the Operas, Together with 400 of the Leading Airs and Motives in Musical Notation, est un guide d'opéras compilé par le critique américain Gustav Kobbé et publié pour la première fois à titre posthume en 1919 aux États-Unis par G. P. Putnam's Sons, puis en 1922 en Europe.

## Description
Appelé la plupart du temps tout simplement Kobbé par antonomase, ce guide du mélomane, à mi-chemin entre le dictionnaire et l'encyclopédie, recense dans un langage simple près de cinq cents opéras détaillés : distribution, dates et interprètes des principales représentations, analyse acte par acte, voire scène par scène. Après différentes présentations, les œuvres sont aujourd'hui regroupées par compositeur (ordre alphabétique puis chronologique).

## Histoire
Après la mort de Gustav Kobbé dans un accident de bateau à Long Island en juillet 1918, ses critiques ont été rassemblées pour publication posthume par Katherine Wright. Au fil des années l'ouvrage a été remanié et augmenté du fait de l'apparition de nouvelles œuvres ou de nouveaux compositeurs. Plusieurs ajouts ont ainsi été faits par Ferruccio Bonavia (en), avant la plus importante révision qui a été effectuée en 1954 par le comte de Harewood et publiée sous le titre Kobbé's Complete Opera Book. La participation de Harewood fait suite à une critique négative du livre qu'il a publiée dans son magazine Opera ; en réponse, l'éditeur lui a proposé de prendre en main l'édition de l'ouvrage,. Apparaissent ainsi des compositeurs emblématiques du XXe siècle tels que Benjamin Britten, George Gershwin ou Gian Carlo Menotti. Harewood continuera son travail de révision sur plus de quarante ans, dirigeant plusieurs rééditions entre 1954 et 1997, la dernière en collaboration avec Antony Peattie (en).

## Édition en français
L'ouvrage est publié pour la première fois en français en 1980 chez Robert Laffont (collection « Bouquins ») sous le titre Tout l'opéra, de Monteverdi à nos jours. Il est traduit de l'anglais par Marie-Caroline Aubert, Dennis Collins et Marie-Stella Pâris (d), adapté en français par Martine Kahane, avec des compléments de Jean-François Labie (d) et Alain Pâris.
La plus récente édition, la 14e, date de 1999. Une édition spéciale en tirage limité est réalisée en 2019 par Christian Lacroix.

## Liste des opéras présentés dans l'édition originale
- Christoph Willibald Gluck
  - Orfeo ed Euridice
  - Armide
  - Iphigénie en Tauride
- Wolfgang Amadeus Mozart
  - Le nozze di Figaro
  - Don Giovanni
  - Die Zauberflöte
- Ludwig van Beethoven
  - Fidelio
- Carl Maria von Weber
  - Der Freischütz
  - Euryanthe
  - Oberon
- Richard Wagner
  - Rienzi
  - Der fliegende Holländer
  - Tannhäuser
  - Lohengrin
  - Der Ring des Nibelungen :
    - Das Rheingold
    - Die Walküre
    - Siegfried
    - Götterdämmerung

  - Tristan und Isolde
  - Die Meistersinger von Nürnberg
  - Parsifal
- Gioachino Rossini
  - Il barbiere di Siviglia
  - Semiramide
  - Guillaume Tell
- Vincenzo Bellini
  - La sonnambula
  - Norma
  - I puritani
- Gaetano Donizetti
  - L'elisir d'amore
  - Lucrezia Borgia
  - Lucia di Lammermoor
  - La Fille du régiment
  - La Favorite
  - Linda di Chamounix
  - Don Pasquale
- Giuseppe Verdi
  - Ernani
  - Rigoletto
  - Il trovatore
  - La traviata
  - Un ballo in maschera
  - Luisa Miller
  - Les Vêpres siciliennes
  - La forza del destino
  - Don Carlos
  - Aida
  - Otello
  - Falstaff
- Arrigo Boito
  - Mefistofele
  - Nerone
- Amilcare Ponchielli
  - La Gioconda
- Étienne-Nicolas Méhul
  - Joseph
- François-Adrien Boieldieu
  - Le Calife de Bagdad
  - Jean de Paris
  - La Dame blanche
- Daniel-François-Esprit Auber
  - La Muette de Portici
  - Fra Diavolo
- Ferdinand Hérold
  - Zampa
- Adolphe Adam
  - Le Postillon de Lonjumeau
- Jacques-Fromental Halévy
  - La Juive
- Giacomo Meyerbeer
  - Robert le Diable
  - Les Huguenots
  - Le Prophète
  - L'Africaine
  - L'Étoile du Nord
  - Le Pardon de Ploërmel
- Hector Berlioz
  - Benvenuto Cellini
  - Béatrice et Bénédict
  - Les Troyens
  - La Damnation de Faust
- Friedrich von Flotow
  - Martha
- Charles Gounod
  - Faust
  - Roméo et Juliette
- Ambroise Thomas
  - Mignon
  - Hamlet
- Georges Bizet
  - Carmen
  - Les Pêcheurs de perles
  - Djamileh
- Pietro Mascagni
  - Cavalleria rusticana
  - Le maschere 
  - L'amico Fritz
  - Iris
  - Lodoletta
  - Isabeau (en)
- Ruggero Leoncavallo
  - Pagliacci
- Giacomo Puccini
  - Le Villi
  - Manon Lescaut
  - La Bohème
  - Tosca
  - Madame Butterfly
  - La fanciulla del West
  - La rondine
  - Suor Angelica
  - Il tabarro
  - Gianni Schicchi
- Riccardo Zandonai
  - Francesca da Rimini
  - Conchita
- Franco Leoni
  - L'Oracolo
  - Rip Van Winkle
  - Raggio di Luna
  - Ib and Little Christina
- Italo Montemezzi
  - L'amore dei tre re
  - Giovanni Gallurese (it)
  - Hellera
- Ermanno Wolf-Ferrari
  - I gioielli della Madonna (en)
  - Le donne curiose
  - Il segreto di Susanna
  - L'amore medico (en)
- Umberto Giordano
  - Madame Sans-Gêne (en)
  - Andrea Chénier
  - Fedora
  - Siberia
- Luigi Mancinelli
  - Ero e Leandro
- Alberto Franchetti
  - Cristoforo Colombo (en)
  - Germania (en)
- Luigi Ricci et Federico Ricci
  - Crispino e la comare
- Alfredo Catalani
  - Loreley (en)
- Jacques Offenbach
  - Les Contes d'Hoffmann
- Léo Delibes
  - Lakmé
- Camille Saint-Saëns
  - Samson et Dalila
- Édouard Lalo
  - Le Roi d'Ys
- Jules Massenet
  - Grisélidis
  - Thaïs
  - Manon
  - Don Quichotte
  - Cendrillon
  - La Navarraise
  - Le Jongleur de Notre-Dame
  - Werther
  - Hérodiade
  - Sapho
  - Cléopâtre
- Gustave Charpentier
  - Louise
- Ernest Reyer
  - Salammbô
- Claude Debussy
  - Pelléas et Mélisande
- Camille Erlanger
  - Aphrodite
- Alfred Bruneau
  - L'Attaque du moulin
- Paul Dukas
  - Ariane et Barbe-Bleue
- Henry Février
  - Monna Vanna
  - Gismonda
- Henri Rabaud
  - Mârouf, savetier du Caire
- Sylvio Lazzari
  - Le Sauteriot
- Xavier Leroux
  - La Reine Fiammette (en)
  - Le Chemineau
- Raoul Gunsbourg
  - Le Vieil Aigle
- Artur Bodanzky
  - St. Elizabeth
- Peter Cornelius
  - Der Barbier von Bagdad
- Hermann Goetz
  - The Taming of the Shrew
- Károly Goldmark
  - Die Königin von Saba
  - Das Heimchen am Herd
- Engelbert Humperdinck
  - Königskinder
  - Hänsel und Gretel
- Ignaz Brüll
  - Das Goldenen Kreuz
- Leo Blech (en)
  - Versiegelt
- Victor Ernst Nessler
  - Der Trompeter von Säkkingen (en)
- Wilhelm Kienzl
  - Der Evangelimann
  - Der Kuhreigen (en)
- Ludwig Thuille
  - Lobetanz (de)
- Hugo Wolf
  - Der Corregidor
- Richard Strauss
  - Feuersnot
  - Guntram
  - Salome
  - Elektra
  - Der Rosenkavalier
  - Ariadne auf Naxos
- Bedřich Smetana
  - Prodaná nevěsta
- Mikhaïl Glinka
  - Rouslan et Ludmila
- Alexandre Borodine
  - Le Prince Igor
- Modeste Moussorgski
  - Boris Godounov
- Piotr Ilitch Tchaïkovski
  - Eugène Onéguine
  - La Dame de pique
- Nikolaï Rimski-Korsakov
  - Le Coq d'or
- Ignacy Paderewski
  - Manru
- Frederick Converse
  - The Sacrifice
  - The Pipe of Desire
- Charles Wakefield Cadman
  - Shanewis or The Robin Woman (en)
- John Adam Hugo (en)
  - The Temple Dancer
- Joseph Breil
  - The Legend (en)
- Victor Herbert
  - Natoma (en)
- Horatio Parker
  - Mona (en)
- Walter Damrosch
  - Cyrano (en)
- Reginald De Koven
  - The Canterbury Pilgrims (en)
- Enrique Granados
  - Goyescas

## Éditions
ISBN des éditions :
- éditions américaines : 1972 : 0-399-11044-5 ; 1976 : 0-399-11633-8 ; 1987 : 0-399-13180-9 ; 1989 : 0-399-13475-1 ;
- éditions britanniques : 1969 : 0-370-00055-2 ; 1976 : 0-370-10020-4 ; 1987 : 0-370-31017-9 ;
- éditions françaises : 1980, 1982 : 2-221-50101-2 ; 1980, 1981, 1982, 1983, 1984, 1985, 1987, 1988 : 2-221-05666-3 ; 1991, 1993, 1996 : 2-221-07131-X ; 1999 : 2-221-08880-8 ; 2019 : 978-2-221-24126-4.